# Gustav Wertheim (Mathematiker)

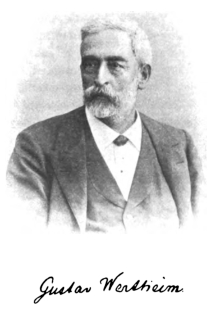
Gustav Wertheim (1843–1902), deutscher Mathematiker

Gustav Wertheim (* 9. Juni 1843 in Imbshausen; † 31. August 1902 in Frankfurt am Main) war ein deutscher Mathematiker, Gymnasiallehrer und Übersetzer wissenschaftlicher Werke. Er beschäftigte sich  hauptsächlich mit Zahlentheorie und mathematisch-historischen Forschungen.

## Leben
Gustav Wertheim besuchte die Gymnasien in Hildesheim und Hannover sowie das Obergymnasium in Braunschweig, wo er 1862 das Abitur ablegte. Er studierte in Göttingen, Berlin und Heidelberg und erwarb 1866 die Facultas Docendi. Zwischen 1866 und 1870 war er Privatlehrer in Hannover, Wiesbaden, Heidelberg, Zürich, Genf und Guntersblum, danach Lehrer an der Philanthropin der israelitischen Gemeinde in Frankfurt am Main.

## Leistungen
Wertheim übersetzte wissenschaftliche Werke aus der Physik, der Algebra und das Werk des Diophantos von Alexandria. Er schrieb eigene mathematische Lehrbücher und zahlentheoretische Artikel. Ab 1897 interessierte er sich überwiegend für mathematisch-historische Themen. Er veröffentlichte mehrere Artikel zu Sätzen von Pierre de Fermat, und 1893 eine Schrift über die hebräische Arithmetik des Oberrabbiners Elia Misrachi.

## Werke
- Joseph Serret: Handbuch der höheren Algebra. Teubner, 1868, S. 1–608 (französisch).
- W. Thomson, P. G. Tait: Handbuch der theoretischen Physik. 1, Teil 1-2. Vieweg, Braunschweig, S. 1–399 + 1–479 (englisch, 1871–1874 Autorisierte deutsche Übersetzung).
- P. G. Tait: Vorlesungen über einige neuere Fortschritte der Physik. Hrsg.: Gustav Wertheim. 1, Teil 1-2. Vieweg, Braunschweig 1877, S. 1–296 (englisch, Autorisierte deutsche Ausgabe).
- W. Thomson: Elemente der mathematischen Theorie der Elektricität und des Magnetismus. Hrsg.: Gustav Wertheim. 1, Teil 1-2. Vieweg, Braunschweig 1877, S. 1–296 (englisch, Autorisierte deutsche Ausgabe).
- Die Arithmetik und die Schrift über Polygonalzahlen des Diophantus von Alexandria. Teubner, 1890, ISBN 978-1-147-84244-9, S. 1–360 (Übersetzt und mit Anmerkungen begleitet).
- Gustav Wertheim: Elemente der Zahlentheorie. Teubner, Leipzig 1887, S. 1–392.
- Gustav Wertheim: Die Arithmetik des Elia Misrachi. Ein Beitrag zur Geschichte der Mathematik. 2. verbesserte Auflage. Vieweg, Braunschweig 1896, S. 1–75 (Programm der Realschule der israelitischen Gemeinde zu Frankfurt am Main).
- Gustav Wertheim: Ein von Fermat herrührender Satz. In: Zeitschrift für Mathematik. Band 44, 1899, S. 4–7 (Hist. Abt.).
- Gustav Wertheim: Die Algebra des Johann Heinrich Rahn (1659). und die englische Übersetzung derselben. In: Bibliotheca Mathematica. Band 3, 1902, S. 113–126.